# Mansión de Suntaži
La Mansión de Suntaži (en letón: Suntažu muižas pils; en alemán: Schloß Sunzel) es una casa señorial en la región de Vidzeme, en el norte de Letonia. Originalmente construida como una estructura de una planta cerca del fin del siglo XVIII, fue ampliada durante el siglo XIX. Gravemente dañada por un incendio en 1905, fue restaurada en 1909. El edificio albergó la escuela de primaria de Suntaži después de 1920, y ha albergado la escuela de secundaria de Suntaži desde 1952.